# Onze-Lieve-Vrouw van de Rozenkranskerk (Breda)
De Onze-Lieve-Vrouw van de Rozenkranskerk is een voormalig rooms-katholiek kerkgebouw in de Noord-Brabantse stad Breda, gelegen aan de Pijnboomstraat 5.
Deze kerk werd gebouwd in 1950 naar ontwerp van W.J. Bunnik. Het betrof een bakstenen kerkgebouw in traditionele stijl met stijlelementen uit de Delftse School en vroegromaanse kerkenbouw. De kerk bezat een massieve voortoren op rechthoekige plattegrond, voorzien van een zadeldak.
De kerk werd in 1992 onttrokken aan de eredienst en gesloopt. Op dezelfde plaats, maar het adres Meidoornstraat 111, verrees een nieuwe kerk, ontworpen door P. Boersma. Dit was een bescheiden modern kerkje met een slanke toren.
Toen in 1997 de Sint-Annakerk werd gesloten ging deze kerk Anna-Rozenkranskerk heten.
In 2012 werd ook deze kerk onttrokken aan de eredienst. In 2020 werd de kerk gesloopt en in plaats daarvan kwam een appartementencomplex.